# کیمسورد
کیمسورد (به هلندی: Kimswerd) یک منطقهٔ مسکونی در هلند است که در سودوست-فریسلان واقع شده‌است. کیمسورد ۵۶۵ نفر جمعیت دارد.